# Diplazium angustisquamatum
Diplazium angustisquamatum är en majbräkenväxtart som först beskrevs av Richard Eric Holttum och som fick sitt nu gällande namn av Barbara S. Parris.
Diplazium angustisquamatum ingår i släktet Diplazium och familjen Athyriaceae. Inga underarter finns listade i Catalogue of Life.